# Filippinpygméfalk
Filippinpygméfalk (Microhierax erythrogenys) är en fågel i familjen falkar inom ordningen falkfåglar.

## Utseende och läten
Filippinpygméfalken är som namnet avslöjar en mycket liten falk. Ovansidan är blåglänsade svart. Undertill är den också svart under stjärtroten samt vidare upp till lår och kroppsidor, men är i övrigt vit, ända upp till kinderna. Lätet är ett fallande, musliknande pip.

## Utbredning och systematik
Filippinpygméfalkem förekommer i Filippinerna. Den delas in i två underarter med följande utbredning:
- Microhierax erythrogenys erythrogenys – förekommer i norra Filippinerna (Luzon, Mindoro, Negros och Bohol)

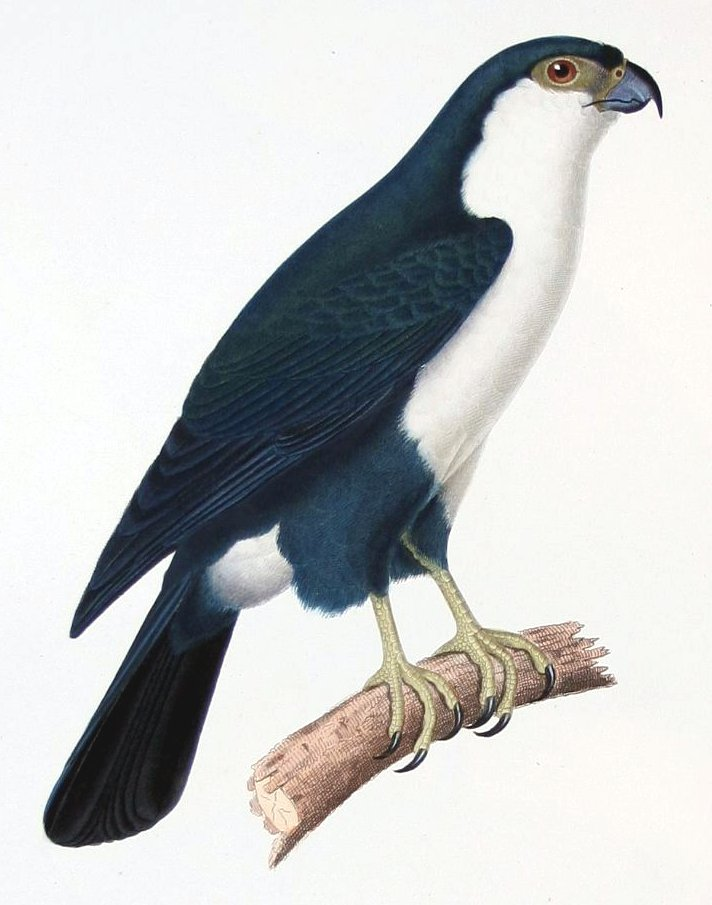

- Microhierax erythrogenys meridionalis – förekommer i södra Filippinerna (Samar, Leyte och Cebu till Mindanao)

## Levnadssätt
Filippinpygméfalken hittas i skogar intill bergstrakter. Där föredrar den att sitta på exponerade grenar i framträdande träd.

## Status
Arten har ett stort utbredningsområde, men ett litet bestånd på uppskattningsvis endast 1 000–10 000 individer. Den tros dessutom minska i antal, dock inte tillräckligt kraftigt för att anses vara hotad. Internationella naturvårdsunionen IUCN kategoriserar arten som livskraftig.